# Christa Perathoner
Christa Perathoner (ur. 7 czerwca 1987 w Selva di Cadore) – włoska biathlonistka. Zadebiutowała w biathlonie w rozgrywkach juniorskich w roku 2007.
Starty w Pucharze Świata rozpoczęła zawodami w Hochfilzen w roku 2008 zajmując 82. miejsce w sprincie. Jej najlepszy dotychczasowy wynik w Pucharze świata to 32. miejsce w sprincie w Anterselvie w sezonie 2008/09.
Na Mistrzostwach świata juniorów w roku 2007 w Martell zajęła 29. miejsce w biegu indywidualnym, 46 w sprincie i 51 w biegu pościgowym. Na Mistrzostwach świata juniorów w roku 2008 w Ruhpolding zajęła 22. miejsce w biegu indywidualnym, 29 w sprincie i 20 w biegu pościgowym.
Na Mistrzostwach świata w roku 2009 w Pjongczangu zajęła 45. miejsce w sprincie i 53 w biegu pościgowym.

## Osiągnięcia

### Mistrzostwa świata juniorów
- 2007 Martello – 29. (bieg indywidualny), 46. (sprint) 51. (bieg pościgowy)
- 2008 Ruhpolding – 22. (bieg indywidualny), 29. (sprint), 20. (bieg pościgowy)

### Mistrzostwa świata
- 2009 P'yŏngch'ang – 45. (sprint), 53. (bieg pościgowy)

### Puchar Świata

#### Miejsca w klasyfikacji generalnej
| Sezon     | Miejsce |
| --------- | ------- |
| 2008/2009 | 87.     |